# Schönschornstein
Schönschornstein ist ein Wohnplatz der Stadt Erkner im Landkreis Oder-Spree in Brandenburg.

## Lage
Die Siedlung Schönschornstein liegt südlich des Stadtzentrums von Erkner an der Spree, rund einen Kilometer östlich der Berliner Stadtgrenze und 25 Kilometer südöstlich des Stadtzentrums von Berlin. Nachbarorte sind Neu Buchhorst im Norden, Karutzhöhe im Nordosten, Heim Gottesschutz im Osten, Alte Hausstelle im Südosten, Neu Zittau im Süden, Gosen im Südwesten und Neuseeland im Nordwesten. Schönschornstein liegt an der Landesstraße 30 zwischen Niederlehme und Rüdersdorf. Es ist vom Bahnhof Erkner mit dem Bus 428 erreichbar.

## Geschichte
Erstmals urkundlich erwähnt wurde die kleine Ansiedlung an der Spree im Jahr 1745 mit der Bezeichnung „hinter den schönen Schorstein“, fünf Jahre später als „auf dem schönen Schorstein“ und im Schmettauschen Kartenwerk von 1767/87 taucht der Ort als „Schön Schornstein“ auf. 1750 wohnten ein Büdner und ein Fischer in Schönschornstein. Der Ort war eine Kolonie am Rand der Rüdersdorfer Heide und gehörte zum Amt Rüdersdorf.
In einem Topographisch-statistisch-historischen Lexikon von 1847 wird Schönschornstein als „Anlage mit 6 E.“ (Einwohnern) im Regierungsbezirk Potsdam, Kreis Nieder-Barnim genannt. 1860 gab es in Schönschornstein zwei Wohnhäuser und zwei dazugehörige Wirtschaftsgebäude.
In den 1950er Jahren arbeitete in Schönschornstein unter dem Namen Kollektiv Schönschornstein eine lose Gruppe von Kunsthandwerkern und Künstlern auf dem großen Wohn-Anwesen von Waldemar Grzimek.

## Weitere mit Schönschornstein verbundene Persönlichkeiten (in alphabetischer Folge)
- Christa Cremer (1921–2010), Malerin, Grafikerin und Plastikerin
- Irmgard Glauche (1920–2016), Textilgestalterin und Hochschullehrerin; Mitglied des Kollektivs Schönschornstein
- Aga Honigberger (1922–2012), Keramikerin; hatte dort ihre Werkstatt
- Elisabeth Körting (1926–2009), Keramikerin, arbeitete 1948/1949 bei Grzimek
- Sabina Grzimek (* 1942), Bildhauerin

## Sonstiges
Bekanntheit erlangte Schönschornstein vor allem durch Gerhart Hauptmanns novellistische Studie Bahnwärter Thiel, deren Handlung in der Umgebung von Schönschornstein angesiedelt ist, wobei Hauptmann hinsichtlich der topografischen Verhältnisse dichterische Freiheit walten ließ.